# Эфрати, Леоне
Леоне Эфрати (итал. Leone Efrati; 16 мая 1916, Рим — 16 апреля 1945, концлагерь Освенцим, Верхняя Силезия) — итальянский боксёр еврейского происхождения. Чемпион Италии по боксу в полулёгком весе (1936).
Узник концентрационного лагеря Освенцим, жертва Холокоста.

## Биография
Родился в 1916 году в Риме в семье Аарона Эфрати и Аллегры Ди Санджи. Семья была бедной, из-за этого Леоне не получил никакого образования, он не умел читать и писать и мог лишь подписываться своим именем.
Начал заниматься боксом с семнадцати лет в одном из спортивных клубов Рима. Дебютировал в родном городе в 1934 году и провёл десять боёв за первые семь месяцев своей карьеры, шесть из них выиграв, и два — проиграв.
В 1935 году женился на Эстер Френч, в браке родились трое детей.
В сезоне 1936 года без потерь участвовал в одиннадцати боях, выиграв Чемпионат Италии по боксу в полулёгком весе.
С начала 1938 года боксировал во Франции.
30 сентября 1938 года провёл свой первый бой в США против Джина Спенсера (закончился вничью). Продолжил боксировать в США.
28 декабря 1938 года сражался за титул Чемпиона мира по боксу в полулёгком весе против Лео Родака (10 раундов, проиграл по очкам).
Пик его карьеры был достигнут в 1939 году, когда Леоне Эфрати был признан десятым лучшим полулегковесом мира.
Всего провёл 49 профессиональных боёв, из которых выиграл 28; проиграл 10; при 11-и ничьих.

## Война и концентрационный лагерь
После начала Второй мировой войны, Эфрати попытался остаться в США, однако, был выслан из страны и вернулся в Рим в конце 1939-го.
После того, как было подписано Кассабильское перемирие, и власть в значительной части Италии перешла в руки немецких оккупационных войск, Леоне Эфрати и его брат Марко из-за своего еврейского происхождения были выданы гестапо за денежное вознаграждение, арестованы 7 мая 1944 года в Риме и депортированы в концлагерь Освенцим 26 июня 1944-го. Детей и жену Леоне также отправили в Освенцим, но его старший сын выбросил своего годовалого брата из окна поезда по дороге в лагерь, и малыш выжил.
Немецкий офицер, отбиравший спортсменов для любительского ринга Освенцима, узнал Эфрати и вынудил его участвовать в воскресных показательных боях для развлечения охраны лагеря. Против него выставляли более рослых и тяжёлых боксёров, в случае поражения Эфрати ждала казнь.
В конце войны был отправлен маршем смерти в лагерь Эбензее, подразделение Маутхаузена.
Убит 16 апреля 1945 года в Эбензее. Поводом послужило то, что Эфрати узнал о смерти своего брата и набросился на его убийц-капо. По одной из версий, был забит до смерти, по другой — избит до потери сознания и заживо сожжён в крематории лагеря.

## Признание и наследие
В 2000 году Леоне Эфрати был посмертно занесён в Международный зал славы еврейского спорта, как представитель еврейских спортсменов из Италии, погибших во время Холокоста.
В 2009 году вышла автобиографическая книга под названием «Я был рассказчиком», написанная Роберто Рикарди, пережившим Холокост, в которой упоминается Леоне Эфрати.
В 2012 году история Эфрати была представлена в Италии в рамках выставки под названием «Европейский спорт при нацизме: от Олимпийских игр в Берлине до Олимпийских игр в Лондоне».
В 2016 году в Италии была поставлена студенческая пьеса на основе истории жизни Леоне Эфрати «Ballata ultima per un campione».
2 января 2018 года в Центре еврейской культуры в Риме прошёл вечер его памяти под названием «Последний раунд».
Сын Леоне, Элио Эфрати, единственный выживший из всей семьи, в 2010 году иммигрировал в Израиль и в настоящее время живёт в Ашкелоне.